# Dagong Global Credit Rating
Dagong Global Credit Rating (大公国际资信评估有限公司; Пиньинь: Dàgōng Guójì Zīxìn Pínggū Yǒuxiàn Gōngsī) — китайское рейтинговое агентство.

## История
Компания была основана в 1994 году. В мае 2009 года подписано соглашение о взаимном сотрудничестве с китайским правительственным информационным агентством Синьхуа.
25 июня 2013 года начало работу новое международное рейтинговое агентство Universal Credit Rating Group, созданное совместными усилиями Рус-Рейтинг, Dagong Global Credit Rating и Egan-Jones Ratings. Агентство позиционирует себя как альтернативное «большой тройке» Fitch Ratings, Standard & Poor's и Moody’s. Штаб-квартира компании разместилась в Гонконге.
В январе 2015 года агентство Dagong оценило кредитоспособность России выше, чем США.
Агентство планирует открыть представительство в России до конца 2017 года.

## Долгосрочные кредитные рейтинги
- AAA : Высший кредитный рейтинг
- АA : Очень высокий кредитный рейтинг
- A : Высокий кредитный рейтинг
- BBB : Средний кредитный рейтинг
- BB : низкий средний кредитный рейтинг
- B : Относительно низкий кредитный рейтинг
- CCC : Низкий кредитный рейтинг
- CC : Очень низкий кредитный рейтинг.
- C : Низкий кредитный рейтинг. Эмитент не в состоянии выполнять финансовые обязательства и, возможно, в процессе банкротства.

## Краткосрочные кредитные рейтинги
Задолженность с датами погашения в 1 год или более короткие оцениваются по шкале от A-1 до D. Никаких промежуточных оценок (например, B + и B-) не используются.
- A-1: Высший кредитный рейтинг
- A-2: Хороший кредитный рейтинг
- A-3: Средний кредитный рейтинг
- B: Значительное спекулятивный кредитный рейтинг
- C: Высокий риск дефолта
- D: дефолт

## Российские получатели рейтинга
Рейтинги Dagong в разные годы получали различные российские компании. Так, в 2024 году страховая компания «Ингосстрах» получила рейтинг iBBB+ по международной шкале, а «Ингосстрах банк» A+ по национальной шкале и iBB – по международной.
В 2025 году компания «Русал» получила рейтинг AAA по китайской национальной шкале и iBBB+ по международной шкале со стабильным прогнозом.